# Спостереження
Спостере́ження (англ. observation) — метод наукового дослідження, що полягає в активному (систематичному, цілеспрямованому, планомірному) та навмисному сприйнятті об'єкта, в ході якого здобувається знання про зовнішні сторони, властивості й відносини досліджуваного об'єкта. Спостереження містить у собі як елементи: спостерігача (суб'єкта), об'єкт спостереження та засоби спостереження. Як останні в розвинених формах спостереження використовуються різноманітні спеціально створені прилади, що виступають як продовження й посилення органів чуття людини, а також використовувані як знаряддя впливу на об'єкт (що перетворює спостереження на складову частину експериментальної діяльності).
Основні методологічні вимоги до спостереження такі:
1. активність (не споглядання об'єкта, а пошук і фіксація дослідником потрібного ракурсу бачення його),
2. цілеспрямованість (увага повинна фіксуватися тільки на явищах, що цікавлять),
3. планомірність і навмисність (проходження за певним планом або сценарієм),
4. системність (ведення за певною системою для багаторазового сприйняття об'єкта в заданих режимах)[1].

Переваги методу спостереження
- здійснення спостереження одночасно з розгортанням і розвитком явищ, що їх досліджують.
- можливість безпосереднього сприйняття поведінки людей у конкретних умовах та у реальному часі.
- можливість широкого охоплення події та опису взаємодії всіх її учасників.

Недоліки методу спостереження
- обмеженість і частковий характер кожної ситуації, за якою спостерігають.
- складність, а іноді й неможливість повторення спостереження.
- суб'єктивність спостерігача-соціолога.

## Спостереження у педагогіці та психології
Спостереження відіграє надзвичайно важливу роль і є дуже поширеним як у педагогіці, так і у психології. Спостереження є однією з форм активного чуттєвого пізнання; воно є галуззю і водночас процесом набуття життєвого досвіду.
Власне спостереження — це найбезпосередніший спосіб одержання дослідних даних, завдяки чому цей метод став першою і вихідною формою пізнання.
Саме як метод наукового пізнання спостереження має ряд специфічних характеристик. Наприклад, метод є суспільно виробленою і закріпленою системою регулятивних принципів і теоретичної пізнавальної діяльності. Таким чином, метод є «керівництвом» до практичних дій і осмислення фактів. З огляду на це, можна визначити деяку специфіку методу спостереження. Передусім, у визначення спостереження як методу педагогіки та психології мають бути включені положення про:
- галузі використання методу;
- сутність специфічного психологічного спостереження;
- можливості та обмеження методу;
- його зв'язки з іншими методами психологічного дослідження;
- структуру самого процесу спостереження як спеціальної пізнавальної наукової діяльності;
- види спостереження та їх відмінні риси;
- предметну оснащеність спостереження;
- способи інтерпретації емпіричних даних та їх теоретичне осмислення.

Спостереження — реєстрація (запис) обставин і фактів (поведінки), що сприймаються органами чуття дослідника або механічними пристроями.
Об'єкти спостереження: поведінка споживачів, реакція споживачів, продуктова політика, рекламна компанія й ціни конкурентів.
Методи спостереження:
- за позицією спостерігача:
- включене (спостерігач може бути включеним у процес, що досліджується, як учасник, учасник-спостерігач, спостерігач-учасник та спостерігач)
- невключене (спостерігач діє ззовні, залишаючись непоміченим, та майже не впливає на процес своєю присутністю)

- за мірою формалізації:
- неконтрольоване (дослідник користується лише принциповим планом під час спостереження)
- контрольоване (дослідник реєструє події відповідно до детально розробленої процедури спостереження)

- за специфікою організації:
- лабораторне (проводиться в штучно створених умовах, що наближені до реальних)
- польове (проводиться в реальних умовах)

- за регулярністю проведення:
- систематичні (проводяться регулярно протягом певного часу)
- несистематичні (проводяться нерегулярно, серед них розрізняють такі, коли спостерігач має справу з незапланованими явищами, неочікуваною ситуацією)